# Yara Hassan
Yara Hassan (* 21. Juni 1982 in Wuppertal) ist eine deutsche Schauspielerin und Musicaldarstellerin.
Hassan studierte Tanz und Gesang an der Hochschule für Musik und Tanz Köln, sie schloss das Studium als Diplom-Bühnentänzerin ab und ließ sich später in den Bereichen Gesang und Schauspiel weiterbilden. 2006 trat sie im Hamburger Theater Neue Flora erstmals in einem Musical auf, sie verkörperte die Rolle der Lisa Houseman in Dirty Dancing. Später folgten weitere Musicalrollen. Seit 2009 tritt sie regelmäßig bei den Bad Hersfelder Festspielen auf. 2011 gab sie ihr Debüt im Essener Aalto-Theater. 2014 war sie beim Musical Sunset Boulevard erstmals als choreographische Assistentin tätig. 2015 war Hassan bei der Komödie der Irrungen für die Choreografie zuständig und für Cabaret als Kit Kat Girl/Dance Captain tätig.
Von 2013 (Folge 1779) bis 2015 (Folge 2106) war Hassan in der RTL-Seifenoper Alles was zählt in der Rolle der Raquel Santana zu sehen.
Hassans Gesangsstimme ist Mezzosopran. Sie spielt Violine und ist freiberufliches Model.

## Filmografie
- 2013–2015: Alles was zählt

## Bühnenauftritte
- 2006–2008: Dirty Dancing
- 2009: Buddy Holly
- 2009: West Side Story
- 2010: Grease
- 2011: Die Fledermaus
- 2011: Sunset Boulevard
- 2012: Der Untergang der Titanic
- 2012: Die Hexen von Eastwick
- 2012: König Lear
- 2013: Die drei Musketiere
- 2013: Parsifal
- 2013: Show Boat
- 2014: Sekretärinnen
- 2015: Cabaret